# Béthancourt-en-Valois
Béthancourt-en-Valois is een gemeente in het Franse departement Oise (regio Hauts-de-France) en telt 249 inwoners (1999). De plaats maakt deel uit van het arrondissement Senlis.

## Geografie
De oppervlakte van Béthancourt-en-Valois bedraagt 4,1 km², de bevolkingsdichtheid is 60,7 inwoners per km².
De onderstaande kaart toont de ligging van Béthancourt-en-Valois met de belangrijkste infrastructuur en aangrenzende gemeenten.

## Demografie
Onderstaande figuur toont het verloop van het inwonertal (bron: INSEE-tellingen).